# Східна філософія
Те, що заведено називати схі́дною філосо́фією, слід сприймати як філософію Азії, що зародилася практично одночасно з філософією Стародавньої Греції. Пізніше остання переросте в західну філософію, яка буде протиставлятися східній думці. На глибоке переконання Карла Ясперса, розквіт східної філософії припадає на період, який він називає "періодом осі" (800-200 рр. до н.е.). Саме тут розвивалися традиції мислення конфуціанства, даосизму та буддизму, які стали історично потужними. 
Описати можна лише загальні течії, які розуміються під східною філософією. Культура і філософія Сходу, котру можна реконструювати протягом щонайменше трьох тисячоліть, надто різноманітна і багата.  Найчастіше східній філософії приписуються такі відмінні (від західної філософії) риси: релігійність, спіритуальність, інтуїтивізм, інтровертність (зверненість до внутрішнього світу людини), песимізм, єдність суб'єкта й об'єкта та інші. 

## Філософія стародавніх Індії та Китаю
Філософія як самостійна дисципліна виникла всередині I тисячоліття одночасно в трьох вогнищах стародавньої цивілізації — в Китаї, Індії та Стародавній Греції. Її народження супроводилося переходом від міфологічного світосприймання до світогляду, що спиралося на знання, знайдене в інтелектуальному пошуку.
В Індії систематизоване філософське знання формувалося через опозицію до брахманізму. У VI—V століттях до н. е. тут з'явилися численні течії, критичні щодо положень ведійської релігії. Розвиток шраманських шкіл призвів до становлення філософських систем Індії, основними з яких стали адживіка, джайнізм і буддизм.
У Китаї становленню філософії також сприяли мандрівні мудреці-аскети. Численні течії китайської філософії сформувалися на аналізі або критиці стародавніх пам'яток культури, таких як «Ши цзін» («Канон віршів») і «І цзін» («Книга змін») (для порівняння, в Індії цю роль виконували Упанішади і Рігведа). Проте на відміну від Індії тут відособилися два чільні світоглядні напрями — конфуціанство і даосизм. Перше з них у II столітті до н. е. набуло офіційного статусу державної ідеології.

## Філософія Японії
Як і загальний культурний розвиток Японії, вироблену філософію не можна пояснити без рішучого запозичення ідей, насамперед з інших країн Східної Азії до 17 століття, подальшої ізоляції Японії, що тривала майже 200 років, і її прагнення до світового політичного впливу, що розпочалося в 19 столітті. Щобільше, філософія, що розвивалася в Японії, завжди була тісно пов'язана з внутрішньополітичною боротьбою світської та релігійної влади як між собою, так і в середині самої країни.
Одночасно із запровадженням китайської писемності були отримані й китайські твори, написані нею, які зробили даоську, конфуціанську і насамперед буддійську думку відомою в Японії (див. Буддизм в Японії) і відтоді разом з корінними релігійними традиціями (див. Синто) визначали філософську думку в Японії в сильно синкретичному вигляді, з різними акцентами в кожному конкретному випадку, аж до сьогоднішнього дня. 

## Сучасна східна філософія
Ось основні представники східної філософії XIX—XX століть:
- Свамі Вівекананда (1863—1902) — індійський мислитель, релігійний реформатор і громадський діяч, учень видатного містика Рамакрішни. Єдиним засобом виходу з кризи сучасного людства вважав єднання всіх релігій і звернення людей до духовно-релігійного досвіду. З позицій західної філософії пояснив багато ключових ідей Веданти — найвпливовішої індійської релігійно-філософської системи.

- Дайсецу Тейтаро Судзукі (1870—1966) — японський мислитель, буддійський філософ і культуролог, провідний представник і дослідник дзен-буддизму. Центральне місце в його дослідницькій діяльності займало поняття просвітлення, яке розуміється як сенс і суть буддизму і будь-якої автентичної релігії і філософії. Серед його робіт: «Основи дзен-буддизму», «Нариси про дзен-буддизм» в трьох частинах, «Лекції з дзен-буддизму», «Дзен в японській культурі».

- Джідду Крішнамурті (1895—1986) — індійський мислитель, людина унікальної долі. Хлопчиком він був визнаний членами Теософського товариства призначеним для втілення прийдешнього месії і відповідно вихований під їх спостереженням. Проте в 1929 році Крішнамурті відмовився як від свого месіанства, так і від будь-якої участі в організованій релігійній діяльності і став самотнім мислителем, що вів розмови з людьми в десятках країнах світу. Відомі роботи Крішнамурті: «Перша і остання свобода», «Єдина революція», «Поза часом», «Свобода від відомого».

- Мухаммад Ікбал (1877—1938) — мусульманський філософ, поет, релігійний реформатор і громадський діяч Індостану. Почитався як «духовний батько нації» в Пакистані і найвидатніший достовірно мусульманський філософ XX століття. Критичне переосмислення всього мусульманського світогляду і обґрунтування корінного реформування традиційного суспільства при ключовій ролі в цьому процесі людини — в цьому пафос учення Ікбала. Його релігійно-філософські погляди представлені в книзі «Реконструкція релігійної думки в ісламі».